# Green (album Forbidden)
Green – czwarty album studyjny amerykańskiej grupy muzycznej Forbidden.

## Lista utworów
1. "What Is the Last Time?" – 2:34
2. "Green" – 3:17
3. "Phat" – 3:32
4. "Turns to Rage" – 5:48
5. "Face Down Heroes" – 3:44
6. "Over the Middle" – 3:19
7. "Kanaworms" – 3:23
8. "Noncent$" – 3:54
9. "Blank" – 5:54
10. "Focus" – 5:29
11. Silence – 2:00
12. Silence – 2:00
13. Silence – 2:00
14. Silence – 7:12

## Twórcy
- Russ Anderson – śpiew
- Craig Locicero – gitara
- Tim Calvert – gitara
- Matt Camacho – gitara basowa
- Steve Jacobs – perkusja